# ناوچه تیپ ۱۶
ناوچه تیپ ۱۶ (به انگلیسی: Type 16 frigate) یک کشتی است که طول آن ۳۶۲ فوت ۹ اینچ (۱۱۰٫۵۷ متر) می‌باشد.